# Robin des Bois (périodique)
Pour les articles homonymes, voir Robin des Bois (homonymie).
Robin des Bois est une revue disparue de petit format de l'éditeur Jeunesse et Vacances qui a 92 numéros de septembre 1964 à septembre 1981. C'est après Kali et Atoll la revue la plus prolifique de l'éditeur.

## Les séries
- Cactus (Alberico Motta)
- Cœur d'argent (Loredano Ugolini)
- Don Quichotte (Benito Jacovitti)
- Joyeux Mousquetaire
- King le justicier de la prairie
- L'Aigle des 7 Mers (Luigi Grecchi & F. Corbella)
- Lastuce et Crémolait (Jean Ache)
- Le Corsaire noir
- Le Foudre de Baal
- Le Prince des brumes (Farinas & Beaumont)
- Le Prisonnier de Venise
- Les 4 As (Roger Lécureux & Roland Garel) n'a rien à voir avec la série parue en albums de François Craenhals.
- Petula Rock
- Robin des Bois (Eduardo Coelho notamment)
- Tom Sawyer et Huck Finn
- Watami le cheyenne (Luigi Grecchi)

## Spécial Robin des Bois
Six numéros de mars 1966 à juin 1967.

### Les Séries
- Cartouche (Jean Ollivier et Eduardo Coelho)
- Guerre aux invisibles
- King le justicier de la prairie
- Les 4 As (Roger Lécureux & Roland Garel)
- Les Derniers flibustiers